# Sagrada Familia (kommun)
Sagrada Familia är en kommun i Chile.   Den ligger i provinsen Provincia de Curicó och regionen Región del Maule, i den södra delen av landet, 200 km söder om huvudstaden Santiago de Chile.
I omgivningarna runt Sagrada Familia växer i huvudsak blandskog. Runt Sagrada Familia är det ganska glesbefolkat, med 34 invånare per kvadratkilometer.